# Cerco de Mediolano (268)
O Cerco de Mediolano ocorreu no verão de 268 e foi realizado pelas tropas lealistas sob o imperador Galiano (r. 253–268) e os generais Cláudio, Aureliano e Heracliano contra as tropas do usurpador Auréolo (r. 268). Apesar do assassinato de Galiano ao longo do cerco, as tropas lealistas foram vitoriosas, a cidade foi tomada e o usurpador foi assassinado.

## Antecedentes
No fim de 267 ou início de 268, o comandante Auréolo, um dos generais do imperador Galiano (r. 253–268) foi estacionado na Récia na liderança da legião local. Nesse momento, dirigiu-se para Mediolano com sua legião, deixando a Récia desprotegida, e obteve o comando da cavalaria estacionada nos arredores da cidade. Por tempos se achou que então Auréolo reivindicou o império para si, mas hoje se pensa que estava agindo como tenente do imperador Póstumo (r. 260–269); a casa da moeda de Mediolano emitiu moedas em nome dele. Se Auréolo reivindicou a púrpura para si, a fez nos últimos instantes de sua ocupação do norte da Itália na tentativa de reorganizar suas desbaratadas forças e nesse ponto moedas foram emitidas em seu nome. Michel Polfer sugeriu que se declarou imperador, mas logo em seguida aliou-o a Póstumo.
Aurélio Victor alegou que Auréolo usurpou o poder em por desgostar na inação de Galiano. Galiano, que estava em campanha contra os godos que atacaram os Bálcãs, entregou o comando da campanha a Marciano e imediatamente partiu à Itália com o grosso do exército de campo; os generais Cláudio, Aureliano e Heracliano o acompanharam. O exército rebelde foi encontrado em Pontirolo, como é hoje chamada a Ponte de Auréolo sobre o Ada a algumas milhas de Mediolano. O exército foi derrotado decisivamente e repelido à cidade, onde foi sitiado.

## Cerco
Várias são as versões dos eventos relativos ao cerco, não sendo possível determinar uma única possibilidade. Mas em todas elas, o imperador Galiano é assassinato antes do fim do cerco. Miguel Sincelo culpabiliza apenas Auréolo, enquanto a Epítome dos Césares de Aurélio Victor afirma que foi morto por seus próprios companheiros como resultado de um artifício de Auréolo. Aurélio Victor ainda diz que, num ato desesperado, Auréolo lançou das muralhas de Mediolano documentos forjados nos quais os nomes dos principais generais sitiantes estavam escritos e sugeriu que seriam sentenciados a morte na esperança de que os documentos seriam aceitos como genuínos e que foram vazados pelo descuido dos escriturários; John Bray rejeita o trecho do relato ao afirmar que talvez se trate de uma confusão com as circunstâncias da morte do imperador Aureliano em 275.
João Zonaras afirmou que havia conspiradores entre os oficiais do exército, e quando o plano foi descoberto, deram ordens à execução. Além disso, segundo ele, a imperatriz Cornélia Salonina acompanhou o esposo ao cerco. Em certo ponto, quando ele estava atacando as tropas inimigas, Salonina foi deixada desprotegida no campo e o inimigo atacou sua tenda com intuito de capturá-la, mas foi salva por um soldado que estava com dificuldades em ajustar sua sandália em frente a sua porta; ele foi capaz de deter o inimigo até reforços chegarem. Zonaras ainda dá duas versões do assassinato de Galiano. Na primeira, um relato falso de que o inimigo atacou chegou aos ouvidos de Galiano enquanto tomava café da manhã. Se apressou para montar seu cavalo e galopou acompanhados de poucos homens. No caminho, foi abordado por uma tropa que não lhe dá as cortesias costumeiras e ao perguntou o que queriam respondem que queriam acabar com seu reinado. O cavalo de Galiano ficou preso na beira de um riacho e ele foi surpreendido por um homem que atirou uma lança nele. Cai do cavalo e após sofrer por algum tempo, morreu por perda de sangue. Na segunda versão, o autor diz que Heracliano e Cláudio acordaram-o com falsas notícias de que Auréolo estava atacando e foi golpeado quando pulou da cama.
Zósimo diz que certo homem, o capitão de uma tropa de cavalaria dálmata, disse a Galiano no jantar que batedores relataram a aproximação de Auréolo. Galiano pediu por seu cavalo e cavalgou insuficientemente armado, sendo morto por ele. Já a História Augusta diz que Marciano e Cecrópio enviaram mensagem a Galiano de que Auréolo estava perto. Ele cavalgou como se fosse batalhar e é morto, talvez pelas armas de Cecrópio. Para Aurélio Victor, Aureliano (ou Herculiano noutra versão do texto) causa sua morte ao retirá-lo de sua tenda em noite tempestuosa sob alegação de que o inimigo atacou. Ele foi transpassado por uma arma lançada no escuro e seu assassino não foi identificado. João de Antioquia diz que Heracliano, descrito como comandante da cavalaria dálmata, matou Galiano no jantar na presença de Cláudio. Todas essas versões, para John Bray, se assemelham a um dos dois relatos de Zonaras, o que confirma a validade deles; segundo Bray, a literatura apoia a primeira versão e coloca Cecrópio como o assassino.

## Rescaldo
Segundo Zonaras e Zósimo, quando toda esperança havia desvanecido, Auréolo rendeu-se ao recém-proclamado Cláudio e foi imediatamente morto por seus guardas. Invasores germânicos entram no norte da Itália, sem dúvida encorajados pela guerra civil e, em particular, pela negligência de Auréolo com a Récia. Cláudio os derrotou no lago Garda; e, com seu exército agora leal e seu governo estabelecido, mudou-se para Roma, onde entrou em seu primeiro consulado em 1 de janeiro de 269.